# جائزة المجر الكبرى 2008
جائزة المجر الكبرى 2008 (بالإنجليزية: 2008 Hungarian Grand Prix)‏ هو سباق فورمولا 1 أقيم بتاريخ 3 أغسطس 2008 في حلبة المجر. كان الحادي عشر من أصل 18 في بطولة العالم لسباقات الفورمولا واحد موسم 2008. حلّ الفنلندي هيكي كوفالاينين أولا بينما جاء الألماني تيمو غلوك في المركز الثاني وحصل على المركز الثالث الفنلندي كيمي رايكونن.